# Miloš Veljković
Miloš Veljković (Basilea, 26 settembre 1995) è un calciatore svizzero naturalizzato serbo, difensore della Stella Rossa e della nazionale serba..

## Caratteristiche tecniche
È un difensore centrale che può giocare anche da mediano.

## Carriera

### Club

#### Basilea, Tottenham e prestiti
Cresciuto nelle giovanili del Basilea, nel 2011 viene acquistato dal Tottenham, con cui fa il suo debutto il 7 aprile 2014 nella partita vinta per 5-1 contro il Sunderland subentrando a pochi minuti dal termine al compagno Paulinho.
Con gli Spurs ha disputato poche partite, venendo spedito in prestito al Middlesbrough e al Charlton; i prestiti tuttavia non si sono rivelati fruttuosi in quanto ha trovato poco spazio con entrambe le squadre.

#### Werder Brema
Il 1º febbraio 2016 viene acquistato a titolo definitivo per 330.000 euro dalla squadra tedesca del Werder Brema.
Dopo i primi 6 mesi in cui ha giocato molto poco, dalla stagione 2016-2017 si afferma come titolare.

#### Stella Rossa
L'11 marzo 2025 lo Stella Rossa annuncia di aver raggiunto un accordo per l'ingaggio del giocatore a partire dal luglio successivo, per un contratto triennale.

### Nazionale

#### Giovanili
Dopo aver disputato una partita con la Nazionale under-16, ha optato per rappresentare la Nazionale delle sue origini, ovvero la Serbia. Ha giocato inizialmente con le giovanili serbe, partecipando con la Nazionale Under-19 slava agli Europei 2013 vinti in finale contro la Francia. Successivamente è stato convocato dalla Nazionale Under-20 per i vittoriosi Mondiali 2015.

#### Maggiore
Debutta con la Nazionale maggiore serba il 10 novembre 2017 in amichevole contro la Cina, venendo schierato dal c.t. Mladen Krstajić al 73º al posto di Branislav Ivanović. Viene convocato per i Mondiali 2018 in cui gioca la terza partita, che sancisce l'eliminazione della Serbia ai gironi che perde 2-0 contro il Brasile.
Il 19 novembre 2023 realizza la sua prima rete per la Serbia nel pareggio per 2-2 contro la Bulgaria.

## Statistiche

### Presenze e reti nei club
Statistiche aggiornate al 17 maggio 2025.
| Stagione            | Squadra             | Campionato          | Campionato | Campionato | Coppe nazionali | Coppe nazionali | Coppe nazionali | Coppe continentali | Coppe continentali | Coppe continentali | Altre coppe | Altre coppe | Altre coppe | Totale | Totale |
| Stagione            | Squadra             | Comp                | Pres       | Reti       | Comp            | Pres            | Reti            | Comp               | Pres               | Reti               | Comp        | Pres        | Reti        | Pres   | Reti   |
| ------------------- | ------------------- | ------------------- | ---------- | ---------- | --------------- | --------------- | --------------- | ------------------ | ------------------ | ------------------ | ----------- | ----------- | ----------- | ------ | ------ |
| dic. 2013-2014      | Tottenham           | PL                  | 2          | 0          | FACup+CdL       | 0+0             | 0               | UEL                | 0                  | 0                  | -           | -           | -           | 2      | 0      |
| lug.-ott. 2014      | Tottenham           | PL                  | 0          | 0          | FACup+CdL       | 0+0             | 0               | UEL                | 1                  | 0                  | -           | -           | -           | 1      | 0      |
| ott. 2014-gen. 2015 | Middlesbrough       | FLC                 | 3          | 0          | FACup+CdL       | 1+0             | 0               | -                  | -                  | -                  | -           | -           | -           | 4      | 0      |
| gen.-giu. 2015      | Charlton            | FLC                 | 3          | 0          | FACup+CdL       | 0+0             | 0               | -                  | -                  | -                  | -           | -           | -           | 3      | 0      |
| 2015-feb. 2016      | Tottenham           | PL                  | 0          | 0          | FACup+CdL       | 0+0             | 0               | UEL                | 0                  | 0                  | -           | -           | -           | 0      | 0      |
| Totale Tottenham    | Totale Tottenham    | Totale Tottenham    | 2          | 0          |                 | 0               | 0               |                    | 1                  | 0                  |             | -           | -           | 3      | 0      |
| feb.-giu. 2016      | Werder Brema II     | DL                  | 8          | 0          | -               | -               | -               | -                  | -                  | -                  | -           | -           | -           | 8      | 0      |
| feb.-giu. 2016      | Werder Brema        | BL                  | 3          | 0          | CG              | 1               | 0               | -                  | -                  | -                  | -           | -           | -           | 4      | 0      |
| 2016-2017           | Werder Brema        | BL                  | 26         | 0          | CG              | 0               | 0               | -                  | -                  | -                  | -           | -           | -           | 26     | 0      |
| 2017-2018           | Werder Brema        | BL                  | 30         | 1          | CG              | 4               | 1               | -                  | -                  | -                  | -           | -           | -           | 34     | 2      |
| 2018-2019           | Werder Brema        | BL                  | 23         | 1          | CG              | 4               | 0               | -                  | -                  | -                  | -           | -           | -           | 27     | 1      |
| 2019-2020           | Werder Brema        | BL                  | 24+2       | 0          | CG              | 2               | 0               | -                  | -                  | -                  | -           | -           | -           | 28     | 0      |
| 2020-2021           | Werder Brema        | BL                  | 23         | 0          | CG              | 3               | 0               | -                  | -                  | -                  | -           | -           | -           | 26     | 0      |
| 2021-2022           | Werder Brema        | 2B                  | 26         | 0          | CG              | 0               | 0               | -                  | -                  | -                  | -           | -           | -           | 26     | 0      |
| 2022-2023           | Werder Brema        | BL                  | 29         | 1          | CG              | 2               | 0               | -                  | -                  | -                  | -           | -           | -           | 31     | 1      |
| 2023-2024           | Werder Brema        | BL                  | 23         | 2          | CG              | 1               | 0               | -                  | -                  | -                  | -           | -           | -           | 24     | 2      |
| 2024-2025           | Werder Brema        | BL                  | 14         | 0          | CG              | 3               | 0               | -                  | -                  | -                  | -           | -           | -           | 17     | 0      |
| Totale Werder Brema | Totale Werder Brema | Totale Werder Brema | 223        | 5          |                 | 19              | 1               |                    | -                  | -                  |             | -           | -           | 242    | 6      |
| Totale carriera     | Totale carriera     | Totale carriera     | 239        | 5          |                 | 20              | 1               |                    | 1                  | 0                  |             | -           | -           | 260    | 6      |

### Cronologia presenze e reti in nazionale
| Cronologia completa delle presenze e delle reti in nazionale ― Serbia | Cronologia completa delle presenze e delle reti in nazionale ― Serbia | Cronologia completa delle presenze e delle reti in nazionale ― Serbia | Cronologia completa delle presenze e delle reti in nazionale ― Serbia | Cronologia completa delle presenze e delle reti in nazionale ― Serbia | Cronologia completa delle presenze e delle reti in nazionale ― Serbia | Cronologia completa delle presenze e delle reti in nazionale ― Serbia | Cronologia completa delle presenze e delle reti in nazionale ― Serbia |
| Data                                                                  | Città                                                                 | In casa                                                               | Risultato                                                             | Ospiti                                                                | Competizione                                                          | Reti                                                                  | Note                                                                  |
| --------------------------------------------------------------------- | --------------------------------------------------------------------- | --------------------------------------------------------------------- | --------------------------------------------------------------------- | --------------------------------------------------------------------- | --------------------------------------------------------------------- | --------------------------------------------------------------------- | --------------------------------------------------------------------- |
| 10-11-2017                                                            | Guangzhou                                                             | Cina                                                                  | 0 – 2                                                                 | Serbia                                                                | Amichevole                                                            | -                                                                     | 73’                                                                   |
| 14-11-2017                                                            | Ulsan                                                                 | Corea del Sud                                                         | 1 – 1                                                                 | Serbia                                                                | Amichevole                                                            | -                                                                     | 68’                                                                   |
| 27-6-2018                                                             | Mosca                                                                 | Serbia                                                                | 0 – 2                                                                 | Brasile                                                               | Mondiali 2018 - 1º turno                                              | -                                                                     |                                                                       |
| 7-9-2018                                                              | Vilnius                                                               | Lituania                                                              | 0 – 1                                                                 | Serbia                                                                | UEFA Nations League 2018-2019 - 1º turno                              | -                                                                     |                                                                       |
| 10-9-2018                                                             | Belgrado                                                              | Serbia                                                                | 2 – 2                                                                 | Romania                                                               | UEFA Nations League 2018-2019 - 1º turno                              | -                                                                     |                                                                       |
| 11-10-2018                                                            | Podgorica                                                             | Montenegro                                                            | 0 – 2                                                                 | Serbia                                                                | UEFA Nations League 2018-2019 - 1º turno                              | -                                                                     |                                                                       |
| 14-10-2018                                                            | Bucarest                                                              | Romania                                                               | 0 – 0                                                                 | Serbia                                                                | UEFA Nations League 2018-2019 - 1º turno                              | -                                                                     |                                                                       |
| 17-11-2018                                                            | Belgrado                                                              | Serbia                                                                | 2 – 1                                                                 | Montenegro                                                            | UEFA Nations League 2018-2019 - 1º turno                              | -                                                                     |                                                                       |
| 20-11-2018                                                            | Belgrado                                                              | Serbia                                                                | 4 – 1                                                                 | Lituania                                                              | UEFA Nations League 2018-2019 - 1º turno                              | -                                                                     |                                                                       |
| 1-9-2021                                                              | Debrecen                                                              | Qatar                                                                 | 0 – 4                                                                 | Serbia                                                                | Amichevole                                                            | -                                                                     | 63’                                                                   |
| 4-9-2021                                                              | Belgrado                                                              | Serbia                                                                | 4 – 1                                                                 | Lussemburgo                                                           | Qual. Mondiali 2022                                                   | -                                                                     | 84’                                                                   |
| 7-9-2021                                                              | Dublino                                                               | Irlanda                                                               | 1 – 1                                                                 | Serbia                                                                | Qual. Mondiali 2022                                                   | -                                                                     |                                                                       |
| 9-10-2021                                                             | Lussemburgo                                                           | Lussemburgo                                                           | 0 – 1                                                                 | Serbia                                                                | Qual. Mondiali 2022                                                   | -                                                                     |                                                                       |
| 12-10-2021                                                            | Belgrado                                                              | Serbia                                                                | 3 – 1                                                                 | Azerbaigian                                                           | Qual. Mondiali 2022                                                   | -                                                                     |                                                                       |
| 14-11-2021                                                            | Lisbona                                                               | Portogallo                                                            | 1 – 2                                                                 | Serbia                                                                | Qual. Mondiali 2022                                                   | -                                                                     | 65’                                                                   |
| 24-3-2022                                                             | Budapest                                                              | Ungheria                                                              | 0 – 1                                                                 | Serbia                                                                | Amichevole                                                            | -                                                                     | 77’                                                                   |
| 29-3-2022                                                             | Copenaghen                                                            | Danimarca                                                             | 3 – 0                                                                 | Serbia                                                                | Amichevole                                                            | -                                                                     | 46’                                                                   |
| 2-6-2022                                                              | Belgrado                                                              | Serbia                                                                | 0 – 1                                                                 | Norvegia                                                              | UEFA Nations League 2022-2023 - 1º turno                              | -                                                                     | 75’                                                                   |
| 9-6-2022                                                              | Solna                                                                 | Svezia                                                                | 0 – 1                                                                 | Serbia                                                                | UEFA Nations League 2022-2023 - 1º turno                              | -                                                                     |                                                                       |
| 12-6-2022                                                             | Lubiana                                                               | Slovenia                                                              | 2 – 2                                                                 | Serbia                                                                | UEFA Nations League 2022-2023 - 1º turno                              | -                                                                     |                                                                       |
| 27-9-2022                                                             | Oslo                                                                  | Norvegia                                                              | 0 – 2                                                                 | Serbia                                                                | UEFA Nations League 2022-2023 - 1º turno                              | -                                                                     |                                                                       |
| 24-11-2022                                                            | Lusail                                                                | Brasile                                                               | 2 – 0                                                                 | Serbia                                                                | Mondiali 2022 - 1º turno                                              | -                                                                     |                                                                       |
| 28-11-2022                                                            | Al Wakrah                                                             | Camerun                                                               | 3 – 3                                                                 | Serbia                                                                | Mondiali 2022 - 1º turno                                              | -                                                                     | 78’                                                                   |
| 2-12-2022                                                             | Doha                                                                  | Serbia                                                                | 2 – 3                                                                 | Svizzera                                                              | Mondiali 2022 - 1º turno                                              | -                                                                     | 55’                                                                   |
| 7-9-2023                                                              | Belgrado                                                              | Serbia                                                                | 1 – 2                                                                 | Ungheria                                                              | Qual. Euro 2024                                                       | -                                                                     |                                                                       |
| 10-9-2023                                                             | Kaunas                                                                | Lituania                                                              | 1 – 3                                                                 | Serbia                                                                | Qual. Euro 2024                                                       | -                                                                     |                                                                       |
| 17-10-2023                                                            | Belgrado                                                              | Serbia                                                                | 3 – 1                                                                 | Montenegro                                                            | Qual. Euro 2024                                                       | -                                                                     |                                                                       |
| 15-11-2023                                                            | Lovanio                                                               | Belgio                                                                | 1 – 0                                                                 | Serbia                                                                | Amichevole                                                            | -                                                                     | 57’ 67’                                                               |
| 19-11-2023                                                            | Leskovac                                                              | Serbia                                                                | 2 – 2                                                                 | Bulgaria                                                              | Qual. Euro 2024                                                       | 1                                                                     |                                                                       |
| 4-6-2024                                                              | Vienna                                                                | Austria                                                               | 2 – 1                                                                 | Serbia                                                                | Amichevole                                                            | -                                                                     |                                                                       |
| 16-6-2024                                                             | Gelsenkirchen                                                         | Serbia                                                                | 0 – 1                                                                 | Inghilterra                                                           | Euro 2024 - 1º turno                                                  | -                                                                     |                                                                       |
| 20-6-2024                                                             | Monaco di Baviera                                                     | Slovenia                                                              | 1 – 1                                                                 | Serbia                                                                | Euro 2024 - 1º turno                                                  | -                                                                     |                                                                       |
| 25-6-2024                                                             | Monaco di Baviera                                                     | Danimarca                                                             | 0 – 0                                                                 | Serbia                                                                | Euro 2024 - 1º turno                                                  | -                                                                     |                                                                       |
| 15-11-2024                                                            | Zurigo                                                                | Svizzera                                                              | 1 – 1                                                                 | Serbia                                                                | UEFA Nations League 2024-2025 - 1º turno                              | -                                                                     |                                                                       |
| 18-11-2024                                                            | Leskovac                                                              | Serbia                                                                | 0 – 0                                                                 | Danimarca                                                             | UEFA Nations League 2024-2025 - 1º turno                              | -                                                                     |                                                                       |
| Totale                                                                |                                                                       | Presenze                                                              | 35                                                                    |                                                                       | Reti                                                                  | 1                                                                     |                                                                       |

## Palmarès

### Nazionale
- Campionato europeo di calcio Under-19: 1

Lituania 2013
- Campionato mondiale Under-20: 1

Nuova Zelanda 2015